# Aftokinitodromos 24
Die Aftokinitodromos 24 / Αυτοκινητόδρομος 24 (griechisch für ‚Autobahn 24) ist eine Fernverkehrsstraße in Nordgriechenland, die Thessaloniki früher mit großen Teilen der Halbinsel und Präfektur Chalkidiki, vor allem den Halbinseln Sithonia und Kassandra verband. Im Zuge des weiteren autobahnähnlichen Ausbaus wurde der Streckenabschnitt südlich des Flughafens Thessaloniki zum Teil der Autobahn 25. Die Bezeichnung als Nationalstraße 67 wurde im Folgenden an einen kurzen Zubringerabschnitt von der Autobahn 242 zum Flughafen Thessaloniki neu vergeben.

## Alter Verlauf
Die Straße führte von Thessaloniki-Charilaou (Verlängerung der Straße Leoforos Konstantinos Karamanlis bzw. Odos Nea Egnatia aus Thessaloniki-Zentrum) zunächst zum Autobahnkreuz Kalamaria, wo sie die Nationalstraße 16 (Innenring Thessaloniki) traf. Gemeinsam mit dieser verlief sie nach Süden zum Flughafen von Thessaloniki. Hier trennte sie sich von der Nationalstraße 16 und verlief entlang des Meeres (Thermaischer Golf) in einigen Kilometern Abstand von der Küste nach Südosten in Richtung Nea Moudania auf Chalkidiki am Nordrand der Halbinsel Kassandra. Zwischen der Anschlussstelle Thermi und der Anschlussstelle Kardia werden Höhenzüge überwunden – die Nationalstraße 67 hat demzufolge hier ein deutliches Gefälle bzw. eine deutliche Steigung (bis 10 %).
Vom Beginn in Thessaloniki bis zur Anschlussstelle Nea Kallikratia wurde die Nationalstraße 67 als kreuzungsfreie Autobahn ausgebaut: 2 Richtungsfahrbahnen mit je 2 Fahrstreifen und 1 Standstreifen. Allerdings fehlt ab der Anschlussstelle Lakkoma der Standstreifen. Im Abschnitt vom Kreuz Kalamaria zur Anschlussstelle Kardia sind es 3 Fahrstreifen pro Richtungsfahrbahn. Sie war je nach zugrunde liegendem Kartenwerk zumindest im Abschnitt Thessaloniki-Nea Kallikratia als Autobahn 67 ausgewiesen.

## Neuer Verlauf
Im Zuge des weiterführenden Ausbaus zur Autobahn bzw. autobahnähnlichen Straße zwischen Nea Kallikratia und Nea Moudania wurde durch die Veröffentlichung der offiziellen Nummerierung und Trassenführung der griechischen Autobahnen durch das Generalsekretariat des Ministeriums für Umwelt, Raumordnung und Öffentliche Bauten im Januar 2008 der Abschnitt der A24 von Kato Scholari bis Nea Moudania als Autobahn 25 ausgewiesen. Der Anschluss an den Nordteil der Autobahn 25 vom Autobahnkreuz Langadas über Serres nach Promachonas an die bulgarische Grenze soll über den in Planung befindlichen Außenring Thessaloniki bewerkstelligt werden. Dieser wird ebenfalls als Autobahn 25 ausgewiesen.
Der Streckenabschnitt nördlich des Flughafens ist nun nur noch als Nationalstraße 16 ausgewiesen. Der verbleibende 1 km lange Abschnitt der Autobahn 24 wurde bis vor die Tore des Flughafens verlängert. Somit ist die Autobahn 242 nun nur noch eine kurze Zubringerstraße von der Autobahn 24 zum Flughafen Thessaloniki.

## Sehenswürdigkeiten
Folgende Sehenswürdigkeiten sind entlang des Verlaufs der Nationalstraße 67 anzutreffen:
- Tropfsteinhöhle von Petralona – Höhle von Petralona
- Thermi – Antikes Thermi
- Souroti – Mineralquelle